# Sue Cogswell
Sue Cogswell (* 7. September 1951 in Birmingham) ist eine ehemalige englische Squashspielerin.

## Karriere
Sue Cogswells größter Erfolg war ihr Finaleinzug bei der Weltmeisterschaft 1979. Im Endspiel der ersten Einzel-Weltmeisterschaft der Frauen unterlag sie Heather McKay mit 9:6, 3:9, 1:9 und 4:9. Zwei Jahre später erreichte sie nochmals das Viertelfinale, schied aber gegen Lisa Opie aus. Mit der britischen Nationalmannschaft wurde sie 1979 dagegen Weltmeisterin. 1981 unterlag sie mit der englischen Mannschaft gegen Australien im Finale und belegte den zweiten Platz. Bei den British Open stand sie dreimal im Finale. 1974 unterlag sie Heather McKay in drei, 1979 Barbara Wall in fünf und 1980 Vicki Hoffmann in drei Sätzen. In den Jahren 1975, 1977, 1978, 1979 und 1980 wurde sie britische Meisterin.
Nach ihrer aktiven Karriere war sie unter anderem Managerin der südafrikanischen Nationalmannschaft der Damen.

## Erfolge
- Vizeweltmeister: 1979
- Weltmeisterin mit der Mannschaft: 1979
- Britischer Meister: 5 Titel (1975, 1977–1980)